# Sydjysk Sparekasse Arena
Sydjysk Sparekasse Arena (indtil 2024 Frøs Arena), er en is-arena i Vojens, i Sønderjylland, som primært bruges til SønderjyskE Ishockeys ishockeyholds hjemmekampe. Arenaen har tribuner hele vejen rundt, og har i alt 2000 siddepladser, og 3000 ståpladser, så den samlede kapacitet er 5000. I tillæg er der også sponsorlounge og skybokse til sponsorer. Hallen blev opført i 2011 med henblik på at den skulle erstatte det gamle skøjtehal i Vojens, som i folkemunde blev kaldt "blikskuret".

## Arrangementer
SønderjyskE indviede arenaen den 30. januar 2011 i en hjemmekamp mod Odense Bulldogs. Den officielle åbning af arenaen fandt sted den 20. august 2011, hvor SønderjyskE Ishockey spillede en testkamp mod DEL-holdet Hamburg Freezers (de).
55°15′04″N 9°18′43″Ø / 55.251191°N 9.31205°Ø